# Bucketheadland Blueprints
Bucketheadland Blueprints en un demo del primer álbum del virtuoso guitarrista Buckethead, el primer álbum se llama Bucketheadland y es lanzado al año siguiente (1992).
 

Bucketheadland Blueprints, presenta muchos riffs que aparecerán en el álbum siguiente y algunos riffs no tan útiles. Destaca la canción "park theme" que cambia drásticamente en la versión del álbum.

## Canciones
1. Blueprints Theme - 1:30
2. Giant Robot VS Cleopat - 6:46
3. Wonka In Slaughter Zone - 1:55
4. Gorey Head Stump & Nosin' - 1:24
5. Computer Master - 1:34
6. Chicken For Lunch - 1:30
7. Sterling Scapula - 1:35
8. Seaside - 2:51
9. Lets Go To Wally World - 4:36
10. Robot Flight - 2:20
11. Earthling Fools - 2:37
12. Guts & Eyeballs - 0:57
13. Haunted Farm - 3:11
14. The Rack & Alice In Slaughterland - 2:34
15. Skids Looking Where - 3:12
16. Buddy On A Slab & Funeral Time - 2:09
17. Decapitation - 4:18
18. Virtual Reality [segunda versión] - 1:24
19. Giant Robot Finale - 0:41
20. Robotic Chickens - 1:54
21. Intro a park theme - 4:26
22. Swamp Boy Square Dance - 5:04
23. Pirate's Life For Me - 1:01